# Bythopussella aculeata
Bythopussella aculeata is een mosselkreeftjessoort uit de familie van de Bythocyprididae. De wetenschappelijke naam van de soort is voor het eerst geldig gepubliceerd in 1908 door Müller.